# Alibeyköy (Iğdır)
Alibeyköy is een dorp in het district Iğdır van de provincie Iğdır in Oost-Anatolië, Turkije.

## Geschiedenis
Het dorp was oorspronkelijk een gehucht genaamd Gundo en viel onder het dorp Karaçomak. Op 26 maart 1999 kreeg de nederzetting de status van een dorp en kreeg het de naam "Alibeyköy". De Azerbeidzjaanse stam die het dorp heeft opgericht en verantwoordelijk is geweest voor de cultuur en regels van het dorp is nadien verhuisd naar Iğdır en draagt de achternaam Günde.